# Liamegalonychus
Liamegalonychus is een geslacht van kevers uit de familie van de loopkevers (Carabidae). De wetenschappelijke naam van het geslacht is voor het eerst geldig gepubliceerd in 1963 door Basilewsky.

## Soorten
Het geslacht Liamegalonychus omvat de volgende soorten:
- Liamegalonychus alluaudi (Burgeon, 1935)
- Liamegalonychus bambusicola (Basilewsky, 1954)
- Liamegalonychus buxtoni (Burgeon, 1935)
- Liamegalonychus cratericola (Burgeon, 1935)
- Liamegalonychus diversus (Peringuey, 1896)
- Liamegalonychus ericarum (Burgeon, 1935)
- Liamegalonychus niger (Basilewsky, 1950)
- Liamegalonychus oblongus (Boheman, 1848)